# クリス・エアー
クリス・エアー（Chris Ayer, 1983年10月24日 - ）は、アメリカ合衆国アリゾナ州ツーソン出身のプロバスケットボール選手である。ポジションはセンター。

## プレイスタイル
身長のわりによく走り、ディフェンスも真面目にこなす。得意技はターンアラウンドシュート。

## 学生時代
フローイングウェルズ高校卒業後、ロヨラ・メリーモント大学のセンターとして活躍。2006年のWCCトーナメント決勝の対ゴンザガ大学戦、NCAAトーナメント出場を賭けた大事な試合で、ブザービーターの簡単なレイアップシュートを外してしまう。チームはそのまま67-68で敗れた。

## 日本での活躍
2006年9月、大学を卒業してそのまま大分ヒートデビルズに入団。シーズン開幕当初はベンチスタートが続き、途中出場しては意気込み過ぎてミスしてしまうという悪循環が続いた。しかし桶谷大ヘッドコーチが「気合が空回りしないように」とスターターとして出場させると実力を発揮。ヒートデビルズの重要な戦力として活躍した。
2008年オフ、桶谷HCとともに琉球ゴールデンキングスへ移籍。
2009年オフ、退団。NBADLでプレー。
2010年、レラカムイ北海道に加入。11月18日退団。